# Islas El Rancho
Islas El Rancho är en ögrupp i Mexiko. Öarna ligger i bukten Bahía Santa María och tillhör kommunen Angostura i delstaten Sinaloa, i den västra delen av landet.